# Lajani
Lajani (en macédonien Лажани) est un village du centre de la Macédoine du Nord, situé dans la municipalité de Dolneni. Le village comptait 1864 habitants en 2002.

## Démographie
Lors du recensement de 2002, le village comptait :
- Bosniaques : 1 054
- Turcs : 402
- Macédoniens : 278
- Albanais : 108
- Autres : 22